# Lambros Papakostas
Lambros Papakostas (Grecia, 20 de octubre de 1969) es un atleta griego retirado especializado en la prueba de salto de altura, en la que consiguió ser subcampeón mundial en pista cubierta en 1997.

## Carrera deportiva
En el Campeonato Mundial de Atletismo en Pista Cubierta de 1997 ganó la medalla de plata en el salto de altura, con un salto por encima de 2.32 metros, tras el estadounidense Charles Austin (oro con 2.35 metros) y por delante del yugoslavo Dragutin Topic (bronce también con 2.32 metros pero en más intentos).